# Nycteribia parvuloides
Nycteribia parvuloides är en tvåvingeart som beskrevs av Theodor 1963. Nycteribia parvuloides ingår i släktet Nycteribia och familjen lusflugor. Inga underarter finns listade i Catalogue of Life.